# Nana (film 1944)
Nana è un film del 1944 diretto da Roberto Gavaldón e Celestino Gorostiza. Una delle numerose versioni cinematografiche tratte dal romanzo (1880) di Émile Zola. Si tratta dell'ultimo film interpretato da Lupe Vélez
Il film uscì nelle sale messicane il 2 giugno 1944, sei mesi prima della morte dell'attrice messicana.